# Eriophora heroine
Eriophora heroine är en spindelart som först beskrevs av Ludwig Carl Christian Koch 1871.  Eriophora heroine ingår i släktet Eriophora och familjen hjulspindlar. Inga underarter finns listade i Catalogue of Life.